# وارلي
وارلي (بالبرتغالية: Warley) هو لاعب كرة قدم برازيلي، ولد في 1999 في ريسيفي في البرازيل. لعب مع نادي سانتا كروز.

## وصلات خارجية
- وارلي على موقع قاعدة بيانات كرة القدم.إي يو (الإنجليزية)
- وارلي على موقع قاعدة بيانات كرة القدم.إي يو (الإنجليزية)
- وارلي على موقع Soccerway.com (الإنجليزية)